# Sergueï Garmach
Sergueï Leonidovitch Garmach (en russe : Сергей Леонидович Гармаш) est un acteur soviétique puis russe, né le 1er septembre 1958 à Kherson, en RSS d'Ukraine.

## Biographie
Sergueï Léonidovitch Garmach naît le 1er septembre 1958, à Kherson, en Ukraine. Sa mère, Lioudmila Hippolytovna Garmach, née en 1935, est originaire d'un petit village de l'Ukraine occidentale. Après avoir arrêté ses études au collège, elle travaillera toute sa vie comme régulatrice d'autobus. Le père, Léonid Trofimovitch Garmach, né en 1933, est d'abord conducteur d'autobus avant d'occuper des fonctions de direction.
Sergueï Garmach est un adolescent difficile et est à deux reprises exclu de son école. Il rêvait d'entrer à l’École de la Marine, mais envoie son dossier d'inscription à l’École Théâtrale de Dnipropetrovsk. Il sort de l'école avec le diplôme d'« Artiste du théâtre de marionnettes ».
Il travaille ensuite à Kherson, en tournée dans les villages et kolkhozes de la région. Deux ans plus tard il effectue son service militaire dans un bataillon du Génie. Il sert au village turkmène de Kaka, poste frontière entre la République socialiste soviétique du Turkménistan et l'Iran.
En 1980, libéré de ses obligations militaires, il rejoint Moscou pour poursuivre sa formation théâtrale. Il s'inscrit dans trois écoles avant de choisir finalement le Théâtre d'art de Moscou (MKhAT). À l'examen final, Sergueï Garmach lit un texte de jeunesse de Dostoïevski. Il a pour professeur Ivan Tarkhanov (ru).
En 1984, à la fin de sa formation, il rejoint la troupe du Théâtre contemporain de Moscou.
Aujourd'hui, Sergueï Garmach est un acteur incontournable de la scène théâtrale et cinématographique russe. Il est marié à l'actrice Inna Guermanovna Timofeïéva, et père d'une fille (en 1988) et d'un fils (en 2006).
L'artiste est lauréat de plusieurs prix Nika (2000, 2004, 2007, 2011) et l'Aigle d'or (2004, 2007, 2008).

## Filmographie partielle
Cinéma
- 1991 : Armavir (Армавир) de Vadim Abdrachitov : Ivan
- 1993 : La delegazione d'Alexandre Galine
- 1994 : Les Aventures d'Ivan Tchonkine (Život a neobyčejná dobrodružství vojáka Ivana Čonkina) de Jiří Menzel : capitaine du NKVD
- 1999 : Le Tireur d’élite de Stanislav Govoroukhine : capitaine Kachaïev
- 1999 : L'Admirateur (Поклонник) de Nikolaï Lebedev : Oleg Viktorovitch
- 2001 : La Suite mécanique (Механическая сюита) de Dmitri Meskhiev : Markerants
- 2000 : L'Âge tendre (Нежный возраст, Nejny vozrast) de Sergueï Soloviov
- 2004 : Les Nôtres de Dmitri Meskhiev
- 2007 : 12 de Nikita Mikhalkov
- 2007 : Katyń d'Andrzej Wajda
- 2007 : 18-14 d'Andres Puustusmaa (en) et disponible ici(youtube: 1814, film russe en VOSTF)
- 2008 : L'Île habitée, adaptation du roman éponyme des frères Arcadi et Boris Strougatski
- 2008 : Les Zazous
- 2009 : L'Éclair noir de Dmitri Kisseliov et Alexandre Voïtinski
- 2009 : Anna Karénine - Lévine
- 2010 : Soleil trompeur 2 de Nikita Mikhalkov
- 2010 : Nouvel An
- 2010 : Fioritures
- 2010 : Space Dogs (voix)
- 2010 : L'Affrontement (Край) d'Alekseï Outchitel : Fishman
- 2011 : La Maison
- 2014 : Space Dogs: Adventure to the Moon (voix)
- 2015 : Ici les aubes sont calmes... (А зори здесь тихие) de Renat Davletiarov :
- 2017 : Attraction de Fiodor Bondartchouk : le vice-premier ministre
- 2017 : Matilda d'Alekseï Outchitel: Alexandre III
- 2018 : Frontière balkanique d'Andreï Volguine
- 2019 : Invasion de Fiodor Bondartchouk : le premier ministre

Télévision
- 2000-2011 : Kamenskaïa (Каменская), série télévisée de Youri Moroz : Iouri Korotkov, major de police
- 2004 : L'Orchestre rouge d'Alexandre Aravine, série télévisée : Reinhard Heydrich

Doublage
- 2007 : Ratatouille : Django (voix originale Michel Dodane) (film d'animation)
- 2011 : Raspoutine : Raspoutine (voix originale Gérard Depardieu)
- 2015 : Le Petit Prince : Aviateur (voix originale André Dussollier) (film d'animation)
- 2015 : L'Incroyable Destin de Savva de Maxim Fadeev : Moran (voix)

## Prix
- 25e cérémonie des Nika  : meilleur acteur dans un second rôle pour La Maison.